# 沙泽昂里
沙泽昂里（法語：Chazé-Henry，法語發音：[ʃaze ɑ̃ʁi] ⓘ）是法国曼恩-卢瓦尔省的一个旧市镇，属于瑟格雷区。2016年12月15日，沙泽昂里和相邻的另外9个市镇合并为新市镇翁布雷当茹（Ombrée d'Anjou）。

## 地理
沙泽昂里（47°45'10"N, 1°6'35"W）面积19.87 平方千米，位于法国卢瓦尔河地区大区曼恩-卢瓦尔省，该省份为法国西部内陆省份，大致对应安茹地区，北起顺时针与马耶讷省、萨尔特省、安德尔-卢瓦尔省、维埃纳省、德塞夫勒省、旺代省、大西洋卢瓦尔省和伊勒-维莱讷省接壤。
与沙泽昂里接壤的市镇（或旧市镇、城区）包括：孔格里耶、勒纳泽、圣埃尔布隆、普昂塞、阿尔马耶、诺埃莱、韦尔戈讷、拉沙佩勒于兰。
沙泽昂里的时区为UTC+01:00、UTC+02:00（夏令时）。

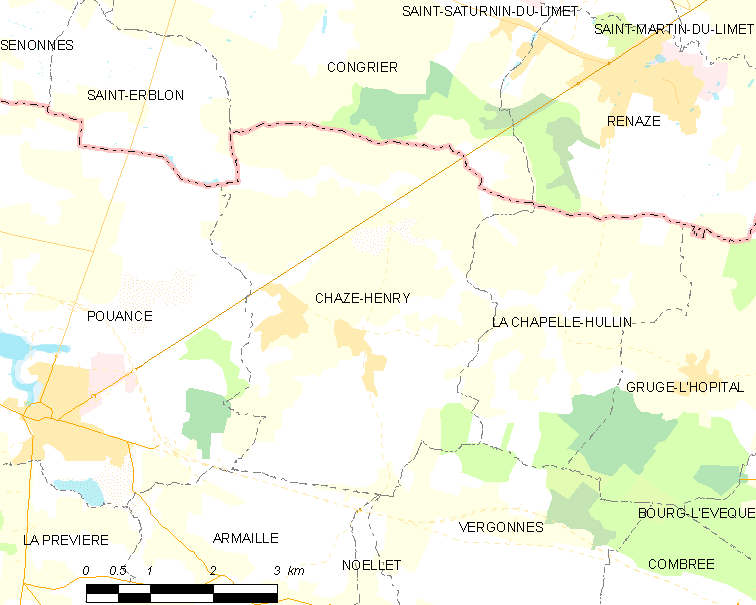
沙泽昂里的OSM定位图

## 行政
沙泽昂里的邮政编码为49860，INSEE市镇编码为49088。

## 政治
沙泽昂里所属的省级选区为蓝色安茹地区瑟格雷县。

## 人口

1962-2008年间沙泽昂里人口变化图示

沙泽昂里于2018年1月1日时的人口数量为780人。